# 리퀴드스카이
리퀴드스카이(LiquidSky)는 미국 뉴욕에 위치한 클라우드 가상화 제공자이다. 이 기업의 대표 제품은 2017년 3월 24일 런칭한 자사의 동명의 클라우드 게이밍 서비스이다. 소비자 가전 전시회 2017에서 발표된 이 서비스는 레이턴시, 인풋 렉 등 다른 제공자들이 마주치는 문제들에 대해 대처하는 것이 목적이다. 주 경쟁사로는 소니의 플레이스테이션 나우, 엔비디아의 지포스 나우(PC, Mac)가 포함된다.

## 역사
이 회사는 2014년에 Ian McLoughlin, Scott Johnson에 의해 리퀴드스카이 소프트웨어(LiquidSky Software Inc.)라는 이름으로 설립되었다. 리퀴드스카이 설립 이전에 McLoughlin은 특히 온라이브와 같은 기존의 클라우드 게이밍 솔루션들이 레이턴시와 인풋렉을 다루는 방식에 대해 불만을 표했다. Ian은 리퀴드스카이를 설립할 때 자신의 목표가 최소한의 레이턴시와 인풋 렉으로 서비스함으로써 게이머들에게 더 깔끔한 체험을 제공하는 것이었다.

## 데이터센터
2017년 10월 기준으로 리퀴드스카이는 전 세계에 6개의 데이터센터가 있다. 그 위치는 다음과 같다:
- 캘리포니아주 산호세
- 텍사스주 댈러스
- 워싱턴 DC
- 잉글랜드 런던
- 독일 프랑크프루트
- 홍콩

런칭 시에 인도 첸나이, 일본 도쿄, 대한민국 서울, 오스트레일리아 시드니, 멕시코의 데이터센터의 이용이 가능했으나 주요 국가 대비 사용자 채택 수가 부족함에 따라 중단되었다. 게다가 이 플랫폼은 지역 언어 번역이 부족하였고 센터들의 부가가치세 및 지불 처리 비용 문제가 있었다.